# Kit-Kat Break for World Champions
Kit-Kat Break for World Champions — пригласительный снукерный турнир, проходивший только один раз — в 1985 году в Ноттингеме (Англия).
Идея провести такое соревнование принадлежала историку этой игры Роджеру Ли. Турнир был уникален тем, что в состав его участников входили восемь чемпионов мира по снукеру, которые на то время ещё играли на высоком уровне. Так, в турнире приняли участие Деннис Тейлор, Стив Дэвис, Фред Дэвис, Терри Гриффитс, Алекс Хиггинс, Клифф Торбурн, Рэй Риардон и Джон Спенсер. В финал вышли тогда ещё действующий чемпион мира Тейлор и действующий финалист Стив Дэвис. Победа, как и на ЧМ, досталась Деннису Тейлору — он выиграл матч со счётом 9:5. За первое место он получил 10 000 фунтов стерлингов.
Спонсором турнира выступил Kit Kat.

## Победители
| Год  | Чемпион       | Финалист   | Счёт | Сезон   |
| ---- | ------------- | ---------- | ---- | ------- |
| 1985 | Деннис Тейлор | Стив Дэвис | 9:5  | 1985/86 |